# 認定経営コンサルタント
認定経営コンサルタント（にんていけいえいコンサルタント）は、財団法人日本生産性本部コンサルティング部が付与している、経営コンサルタントに関する認定である。
これは、同法人が実施するカリキュラムへの参加と、東京、大阪の2都市で年1回開催される認定試験によってなされる。